# هيروشي أوساكا
هيروشي أوساكا (逢坂浩司 أوساكا هيروشي)؛ (20 يونيو 1963 - 24 سبتمبر 2007)، رسام أنمي ياباني.

## وفاته
توفّي من السرطان.

## أعماله في الأنمي

### مسلسلات أنمي تلفزيونية
- المذنب الأزرق إس بي تي لايزنير (الرسوم المفتاحية)
- البدلة المتنقلة فيكتوري جاندام (تصميم الشخصيات، إخراج الرسوم المتحركة)
- المقاتل المتنقل جي جاندام (تصميم الشخصيات، إخراج الرسوم المتحركة)
- فوشيغي يوغي (إخراج الرسوم المتحركة)
- إسكافلوني السماء (إخراج الرسوم المتحركة)
- سابق و لاحق (الرسوم المفتاحية)
- كاوبوي بيباب (إخراج الرسوم المتحركة)
- كاراكوري كيدن هيو سنكي (تصميم الشخصيات، إخراج الرسوم المتحركة الرئيسي)
- إنجليك لاير (إخراج الرسوم المتحركة، مساعد إخراج الرسوم المتحركة)
- هاجيمي نو إيبو (إخراج الرسوم المتحركة)
- رازيفون (إخراج الرسوم المتحركة، مساعد إخراج الرسوم المتحركة)
- سكرابد برنسس (الرسوم المفتاحية)
- خيميائي الفولاذ (مساعد إخراج الرسوم المتحركة)
- مارس دايبريك (تصميم الشخصيات، إخراج الرسوم المتحركة)
- كوراو فانتوم ميموري (الرسوم المفتاحية)
- كوكب ملك الوحوش (تصميم الشخصيات، إخراج الرسوم المتحركة الرئيسي)
- نادي مضيفي ثانوية أوران (إخراج رسوم التصميم)
- تنبو إيبون أياكاشي أياشي (إخراج الرسوم المتحركة)

### أوفا أنمي
- البدلة المتنقلة جاندام 0083 ستاردست ميموري (إخراج الرسوم المتحركة)

### أفلام أنمي
- كاوبوي بيباب: باب النعيم (إخراج الرسوم المتحركة)
- رازيفون: التنوع التعددي (إخراج الرسوم المتحركة)
- الخيميائي الفولاذي: المسيطر على شامبالا (إخراج الرسوم المتحركة)

## وصلات خارجية
- هيروشي أوساكا على موقع IMDb (الإنجليزية)
- هيروشي أوساكا على موقع قاعدة بيانات الفيلم (الإنجليزية)